# Johannes Cornelis Haccou

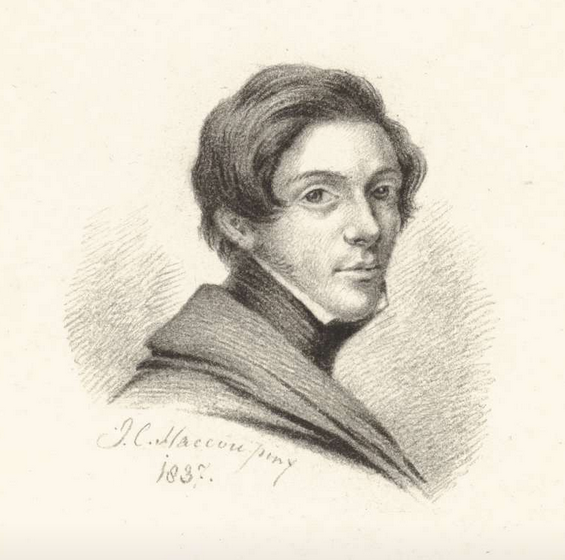
Selbstporträt aus dem Jahr 1837

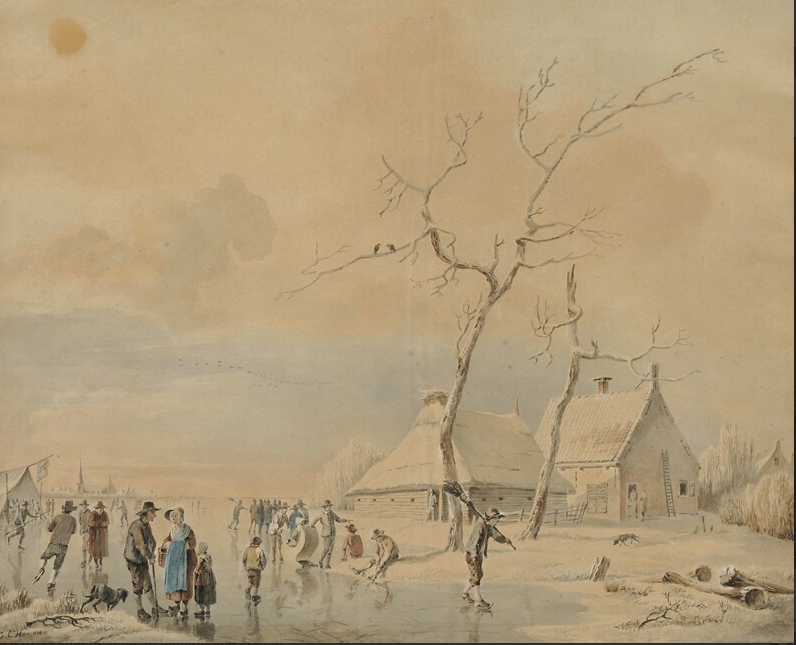
Winterszene

Johannes Cornelis Haccou (* 18. April 1798 in Middelburg; † 21. Januar 1839 in London) war ein niederländischer Maler.

## Leben und Werke
Haccou war ein Sohn von Johannes Haccou und dessen Ehefrau Cornelia, geb. Verberkmoes. Er wurde am 3. Mai 1798 getauft.
Er wurde an der Middelburger Zeichenakademie ausgebildet und war ein Schüler von Johannes Hermanus Koekkoek. Nachdem er Frankreich, Deutschland und die Schweiz bereist hatte, zog er nach London. 1836 stellte er dort in der Royal Academy of Arts aus.
Zu Haccous bevorzugten Sujets gehörten winterliche und Mondscheinlandschaften sowie nautische Motive. Eines seiner Landschaftsbilder ging in den Besitz des Nationalmuseums in Lissabon über. Das Rijksmuseum in Amsterdam besitzt seit 1940 ein Selbstporträt Haccous aus dem Jahr 1837.
Haccou hatte einen älteren Bruder namens Lodewijk Gilles (* 26. November 1792), der ebenfalls bei Koekkoek lernte und Maler wurde und maritime Werke mit Segelschiffen schuf. Zu Haccous Schülern gehörte Jacobus Cornelis Gaal.